# Ambarroco
Ambarroco, también llamado Amarroco, es una localidad peruana ubicada en el distrito de Cajatambo, perteneciente a la provincia homónima del departamento de Lima, al centro oeste del Perú. 

## Ubicación
Ambarroco se ubica al norte de la provincia de Cajatambo, en el distrito de Cajatambo, en el departamento de Lima.

## Demografía
En 2017 Ambarroco tenía una población de 2 habitantes.
| Gráfica de evolución demográfica de Ambarroco entre 1993 y 2017 |
|                                                                 |
| Fuentes: Población 1993 y 2017                                  |